# Eucharia iliensis
Eucharia iliensis là một loài bướm đêm thuộc phân họ Arctiinae, họ Erebidae.